# The Riches
The Riches ist eine US-amerikanische Dramedy-Fernsehserie von Dmitry Lipkin. Die Hauptrollen spielen Eddie Izzard und Minnie Driver. Die Serie besteht aus zwei Staffeln mit 20 Episoden und wurde am 12. März 2007 beim Kabelsender FX erstausgestrahlt. Die deutschsprachige Erstausstrahlung erfolgte ab dem 25. Oktober 2013 bei RTL Nitro.

## Inhalt
Im Mittelpunkt der Serie steht die Familie Malloy, bestehend aus Vater Wayne und Mutter Dahlia sowie den Kindern Di Di (Delilah), Sam und Cael.
Die Familie gehört zu den Irish Travellers und verdient ihren Lebensunterhalt durch Diebstahl und Betrug. Zu Beginn der Serie kommt Dahlia auf Bewährung frei, nachdem sie zwei Jahre im Gefängnis war (und drogenabhängig wurde). Wieder vereint, kehrt die Familie zu ihrem Clan zurück. Doch während ihr altes Oberhaupt Earl im Sterben liegt, hat dessen Sohn Dale die Macht an sich gerissen und will Di Di gegen ihren Willen verheiraten. Die Malloys fliehen und bedienen sich zuvor bei dem Geldvorrat des Clans. Auf der Flucht liefern sie sich mit einer Familie des Clans eine Verfolgungsjagd, bei der ihre Wohnmobile ein entgegenkommendes Auto abdrängen. Die Insassen, das wohlhabende Ehepaar Doug und Cherien Rich, sterben noch am Unfallort. Die Malloys stellen fest, dass die Riches auf dem Weg waren, ein neues Haus in Baton Rouge fernab ihrer alten Heimat zu beziehen, und beschließen, sich fortan als die Riches auszugeben. Die Kinder können auf eine Schule gehen und Wayne gelingt es sogar, als Doug Rich, einen Anwaltjob anzutreten. Neben den Problemen, die das Spießerleben bereithält, kommen ihnen allmählich auch Mitglieder ihres alten Clan auf die Spur.